# André Rabineau
André Rabineau, né le 16 janvier 1911 à Cusset  et mort le 15 février 2009 dans cette même ville, est un homme politique centriste français. Il est maire de Cusset et sénateur de l'Allier. 

## Biographie

### Prisonnier de guerre
Après des études de dessinateur industriel, il travaille dans la menuiserie paternelle à partir de 1935. Il est mobilisé au début de la Seconde Guerre mondiale et est fait prisonnier le 9 juin 1940. Après trois tentatives d'évasion ratées, il est déporté au Stalag 325 à Rava-Rouska en Ukraine, un camp de représailles pour prisonniers de guerre soviétiques et où étaient envoyés à partir de mars 1942 les soldats français et belges ayant tenté de s'évader d'autres camps de prisonniers en Allemagne. Avec l'avance des Soviétiques à l'est et l'évacuation du camp, Rabineau est transféré dans un stalag proche du camp de Mauthausen en Haute-Autriche. Il s'évade au début de 1944 et aidé par des résistants du maquis de l'Ain, il rejoint Cusset en mars 1944. Il reprend son travail à la menuiserie. 

### Carrière politique après guerre
Il s'engage en politique dès la Libération et est élu conseiller municipal de Cusset au printemps 1945 puis adjoint au maire deux ans plus tard, en 1947. Lors des élections municipales de 1953, il est élu maire de Cusset et réélu en 1959. Mais il est battu lors des municipales suivantes en 1965. Il est réélu en 1971 et ne se représente pas en 1977.
Lors des élections sénatoriales de septembre 1971, il est le suppléant de Jean Nègre, maire de Montluçon et ancien député de l'Allier. Celui-ci est élu dès le premier tour avec 540 voix sur 1001 suffrages exprimés mais il meurt brutalement quelques mois plus tard le 8 mai 1972, André Rabineau devient alors sénateur et il s'inscrit dans le Groupe de l'Union centriste des démocrates de progrès. 
En 1973, il est battu lors des élections cantonales de septembre 1973, dans le canton de Mayet-de-Montagne. 
Il est réélu sénateur lors des élections de 1980, alors scrutin à liste, en deuxième position derrière Jean Cluzel sur la liste « Union républicaine et socialiste pour la défense des intérêts de l'Allier et des libertés communales ». 
Au Sénat, il est membre de la Commission des Affaires sociales durant ses deux mandats, il en est le secrétaire de 1978 à 1980 et nouveau de 1986 à 1989 et le vice-président de 1980 à 1983.
Il ne se représente pas lors des élections sénatoriales de septembre 1989 et se retire de la vie politique à 78 ans. Il meurt le 15 février 2009, à 98 ans, à Cusset.

## Détail des fonctions et des mandats
Mandat local
- 1953-1959, 1959-1965 et 1971 - 1977 : maire de Cusset (Allier)
- 1983 - 1986 : conseiller régional d'Auvergne

Mandats parlementaires
- 9 mai 1972 - 28 septembre 1980 : sénateur de l'Allier
- 28 septembre 1980 - 1er octobre 1989 : sénateur de l'Allier

Autres mandats
- Administrateur de la fédération du bâtiment de l'Allier
- À partir de 1987, administrateur de l'Office national des anciens combattants et victimes de guerre

## Distinctions
- Croix de guerre 1939-1945 avec étoile de bronze[1]
- Médaille des Évadés[1]
- Chevalier de la Légion d'honneur[1]
- Chevalier de l'Ordre national du Mérite[1]
- Officier des Palmes académiques[1]